# Захаровка (Новотроицкая поселковая община)
Захаровка (укр. Захарівка) — село в Новотроицкой поселковой общине Генического района Херсонской области Украины.
Население по переписи 2001 года составляло 118 человек. Почтовый индекс — 75303. Телефонный код — 5548. Код КОАТУУ — 6524455103.